# Roger Houdet
Roger Houdet (14. června 1899 Angers (Maine-et-Loire) – 25. srpna 1987 Ballainvilliers (Essonne)) byl francouzský politik. Zastával funkci senátora a ministra zemědělství.

## Život a kariéra
Roger Houdet absolvoval École Supérieure d'Électricité, kterou dokončil v roce 1921. Za 2. světové války se účastnil francouzského odboje. V roce 1952 se stal senátorem za departement Seine-Maritime; opětovně byl zvolen v letech 1958, 1959 a 1968. V senátu působil až do roku 1977. Ministrem zemědělství byl v letech 1953 až 1955 a 1958 až 1959.
Byl zvolen starostou města Luneray. Obdržel Médaille de la Résistance.